# Prix Constantijn-Huygens
Le prix Constantijn-Huygens (Constantijn Huygensprijs en néerlandais) est un prix littéraire néerlandais, attribué annuellement depuis 1947 par le jury de la Fondation Jan Campert. Il a été créé en hommage à l’œuvre littéraire de Constantijn Huygens, le père du célèbre physicien.
Le prix n'a pas été attribué en 1968, et a été refusé par le lauréat en 1982.

## Lauréats
- 1947 -   P.N. van Eyck
- 1948 -   Adriaan Roland Holst
- 1949 -   Jacques Bloem
- 1950 -   Geerten Gossaert
- 1951 -   Willem Elsschot

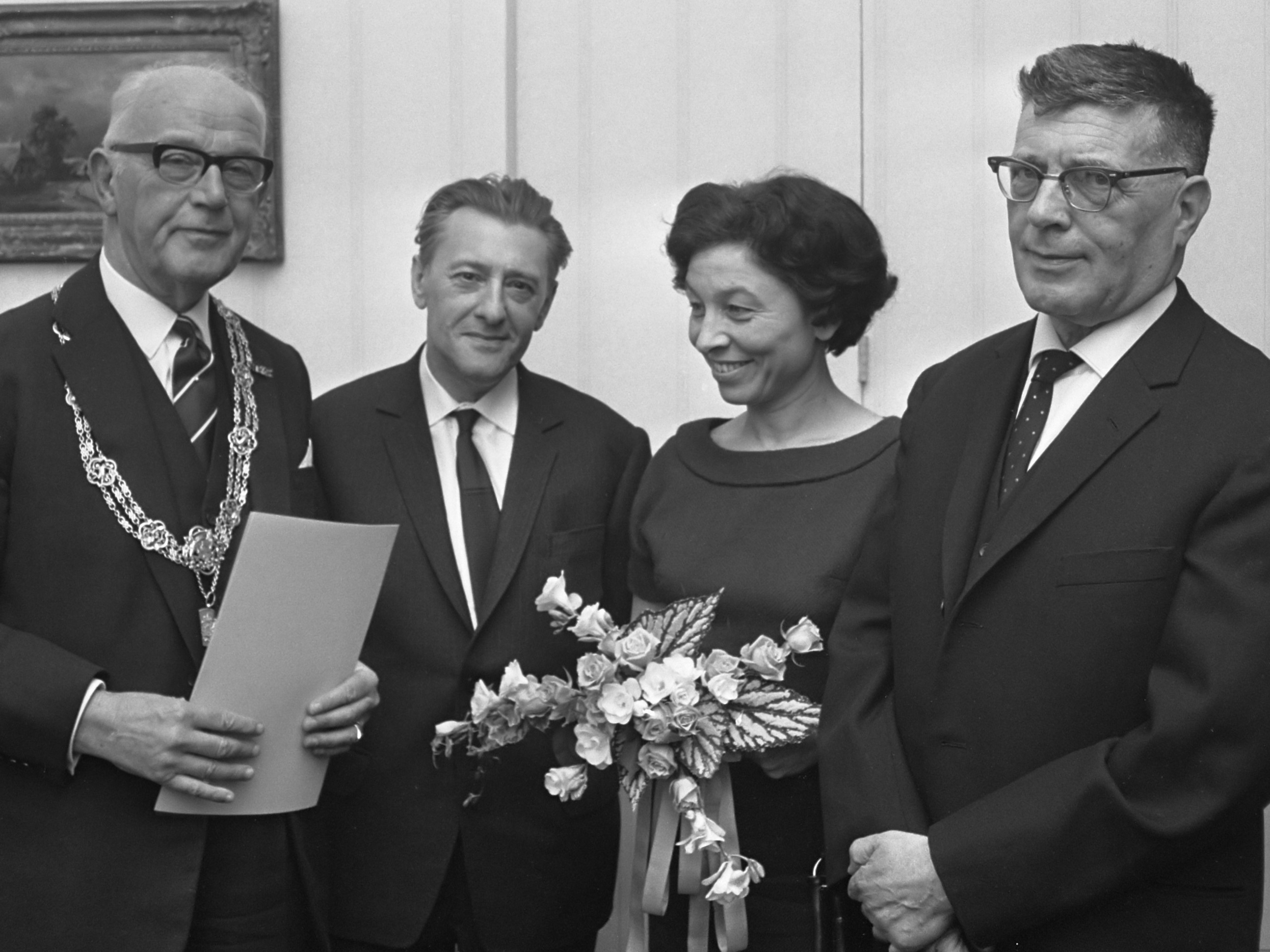
Louis Paul Boon (1966)

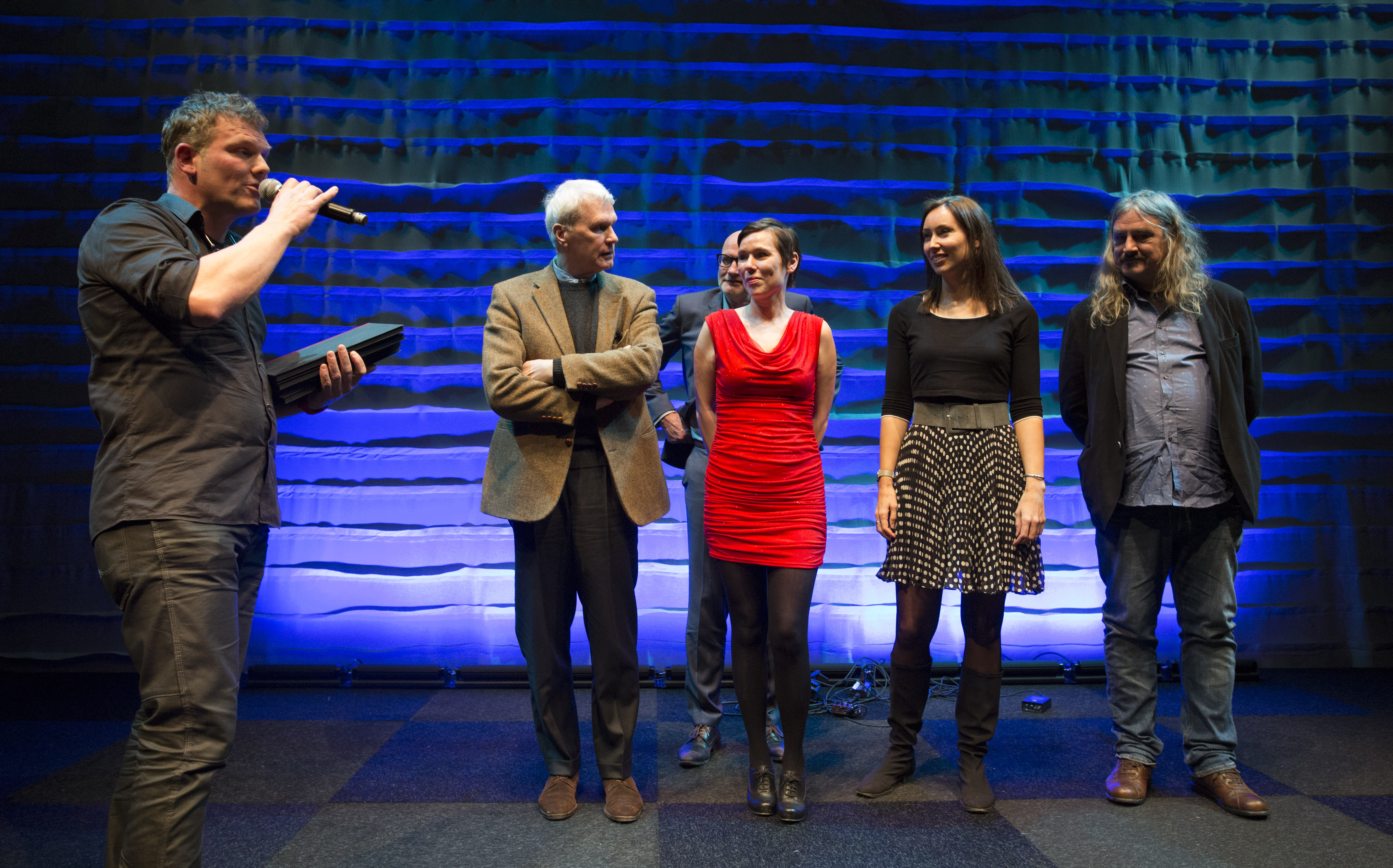
Adriaan van Dis (prix Constantijn-Huygens 2015)

- 1952 -   Pierre H. Dubois pour Een houding in de tijd[1]
- 1953 -  Martinus Nijhoff (posthume)
- 1954 -  Jan Engelman
- 1955 -  Simon Vestdijk
- 1956 -  Pierre Kemp
- 1957 -  F. Bordewijk
- 1958 -  Victor E. van Vriesland
- 1959 -  Gerrit Achterberg
- 1960 -  Anton van Duinkerken
- 1961 -  Simon Carmiggelt
- 1962 -  Hendrik de Vries
- 1963 -  Jan van Nijlen
- 1964 -  Abel Herzberg
- 1965 -  Lucebert
- 1966 -  Louis Paul Boon
- 1967 -  Jan Greshoff
- 1968 - non attribué
- 1969 -  Maurice Gilliams
- 1970 -  Annie Romein-Verschoor
- 1971 -  F.C. Terborgh
- 1972 -  Han G. Hoekstra
- 1973 -  Beb Vuyk
- 1974 -  M. Vasalis
- 1975 -  A. Alberts
- 1976 -  Jan G. Elburg
- 1977 -  Harry Mulisch
- 1978 -  Elisabeth Eybers
- 1979 -  Hugo Claus
- 1980 -  Alfred Kossmann
- 1981 -  Hella S. Haasse
- 1982 -  Jan Wolkers (réfusé)
- 1983 -  Rob Nieuwenhuys
- 1984 -  J. Bernlef
- 1985 -  Pierre H. Dubois
- 1986 -  Gerrit Krol
- 1987 -  Annie M. G. Schmidt
- 1988 -  Jacques Hamelink
- 1989 -  Anton Koolhaas
- 1990 -  Hans Faverey
- 1991 -  Bert Schierbeek
- 1992 -  Cees Nooteboom
- 1993 -  Jeroen Brouwers
- 1994 -  Judith Herzberg
- 1995 -  F. Springer
- 1996 -  H.C. ten Berge
- 1997 -  Leonard Nolens
- 1998 -  H. H. ter Balkt
- 1999 -  Willem Jan Otten
- 2000 -  Charlotte Mutsaers
- 2001 -  Louis Ferron
- 2002 -  Kees Ouwens
- 2003 -  Sybren Polet
- 2004 -  Willem G. van Maanen
- 2005 -  Marga Minco
- 2006 -  Jacq Vogelaar
- 2007 -  Toon Tellegen
- 2008 -  Anneke Brassinga
- 2009 -  Arnon Grunberg
- 2010 -  A.L. Snijders
- 2011 -  A.F.Th. van der Heijden
- 2012 -  Joke van Leeuwen
- 2013 -  Tom Lanoye
- 2014 -  Mensje van Keulen
- 2015 -  Adriaan van Dis
- 2016 -  Atte Jongstra
- 2017 -  Hans Tentije
- 2018 -  Nelleke Noordervliet
- 2019 -  Stefan Hertmans
- 2020 Guus Kuijer
- 2021 Peter Verhelst
- 2022 Marion Bloem